# Puškarići
Puškarići is een plaats in de gemeente Ogulin in de Kroatische provincie Karlovac. De plaats telt 392 inwoners (2001).